# 巴萊河
巴萊河（烏克蘭語：Балай），是烏克蘭的河流，位於該國西南部，發源自丹尼利夫卡以北，流經敖德薩州，河口處在卡伊里東南面，河道全長52公里，流域面積586平方公里。